# Musica è

Musica è est le titre d'une chanson italienne de Eros Ramazzotti qui a donné son nom à un album sorti en 1988. 

## Titres
| No | Titre               | Durée |
| -- | ------------------- | ----- |
| 1. | Musica è            |       |
| 2. | Ti sposerò perché   |       |
| 3. | In segno d'amicizia |       |
| 4. | Solo con te         |       |
| 5. | Uno di noi          |       |